# Reinhoud D'Haese

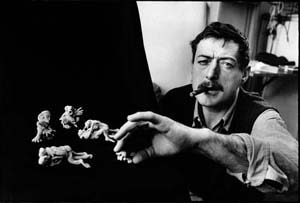
Reinhoud D'Haese

Reinhoud D'Haese, född 1928 i Grammont i Belgien, död 1 juli 2007 i Paris, var en belgisk skulptör, målare och grafisk formgivare.
Reinhoud D'Haese var bror till skulptörerna Begga D'Haese och Roel D'Haese. Han gick först i lära hos en guldsmed i Bryssel. Mellan 1946 och 1950 utbildade han sig i metallskulptur på École nationale supérieure des Arts visuels. År 1950 lärde han känna Cobra-konstnären Pierre Alechinsky och deltog tillsammans med medlemmar i gruppen i flera utställningar.  
Han etablerade sig först som skulptur i metall. Han fick sitt genombrott 1956 vid sin första separatutställning i Galleri Tattoo i Bryssel.
År 1957 modtog Reinhoud prisen for "Ung Belgisk Skulptur". År 1958 fandt han sin egen kunstneriske retning. Han arbejdede i perioden 1958-1959 med Pierre Alechinsky og deltog sammen med ham i forskellige udstillinger. 
År 1964 gifte han sig med fotografen Suzy Embo och bosatte sig i Paris. År 1970 gifte han om sig med Nicole Remón. 

## Offentliga verk i urval
- "Stop the Run", relief, 1983, i Osseghem tunnelbanestation i Bryssel